# Petrorhagia grandiflora
Petrorhagia grandiflora är en nejlikväxtart som beskrevs av G. Iatroú. Petrorhagia grandiflora ingår i släktet klippnejlikor, och familjen nejlikväxter. Inga underarter finns listade i Catalogue of Life.